# Момот блакитногорлий
Момот блакитногорлий (Aspatha gularis) — вид сиворакшоподібних птахів родини момотових (Momotidae).

## Поширення
Вид поширений на півдні Мексики, в Гватемалі, Гондурасі та на півночі Сальвадору. Живе у тропічних і субтропічних гірських вологих лісах.

## Опис
Птах завдовжки 25-28 см, вагою 56-68 г. Основне оперення зеленого кольору. Крила і хвіст темніші, голова, спина і черево — світліші. Горло зелено-блакитного кольору. Дзьоб чорний. Очі жовті. Ділянка навколо очей забарвлена в рудувато-жовтий колір і утворює подобу маски. Трохи нижче очей і ближче до потилиці є чорна пляма.